# Vliegclub Rotterdam
De Vliegclub Rotterdam (VCR) is een Nederlandse vliegclub gevestigd op Rotterdam The Hague Airport. De vliegclub werd opgericht op 23 oktober 1963. In 2007 fuseerde de VCR met de Vliegschool Zestienhoven. Met 600 leden is de Vliegclub Rotterdam een van de grootste vliegclubs en opleiders van Nederland.

## Ontstaansgeschiedenis

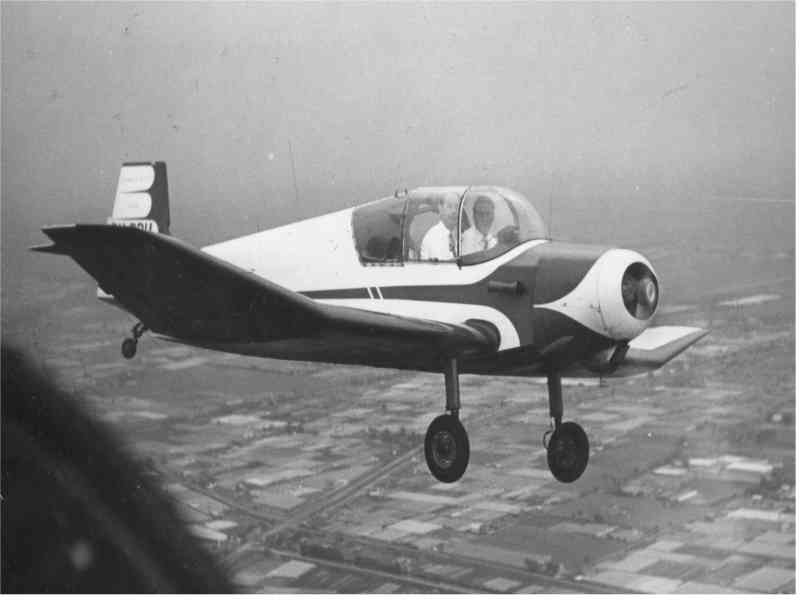
De PH-BBH was het eerste toestel in eigendom van de Vliegclub Rotterdam

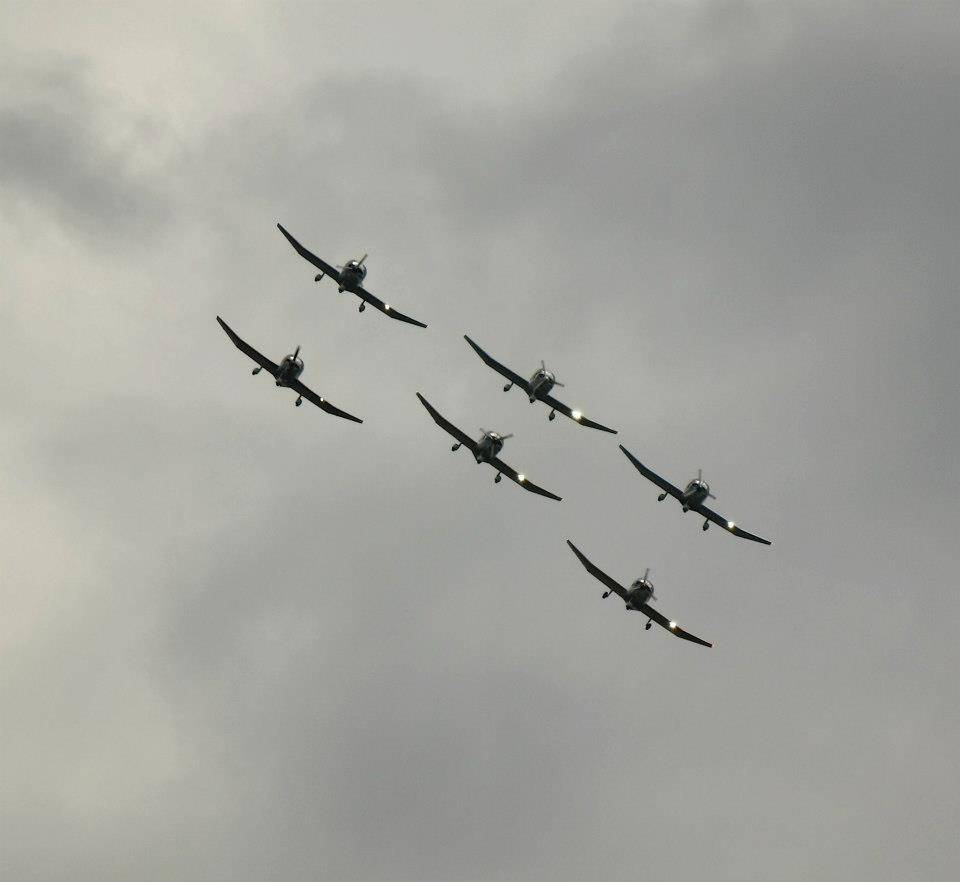
De Victor Romeo Formation in actie

Vliegclub Rotterdam ontstond na afsplitsing van de Rotterdamse Aeroclub. De eerste dertien oprichters richtten op 23 oktober 1963 in een eerste vergadering de vereniging op. De eerste vliegtuigen waren in bruikleen verkregen. Met de PH-BBH werd een eerste vliegtuig in eigendom genomen. Door medewerking van het toenmalige Vliegveld Zestienhoven kwam een stuk grond beschikbaar waarop een clubhuis werd gebouwd.
Na het eerste jaar kende de club 70 leden en werd gebruikgemaakt van twee eigen vliegtuigen en twee vliegtuigen in bruikleen. Op 12 juli 1965 werd de Stichting Vliegmaterieel Rotterdam opgericht om verdere groei van de vloot mogelijk te maken.

## Activiteiten
De VCR organiseert verschillende activiteiten. Vier- tot zesmaal per jaar wordt een rallyvlucht georganiseerd. Jaarlijks is er een zomerkamp. Voor leerling-piloten wordt elk jaar een touch-and-go dag georganiseerd om landingen te oefenen. Ook wordt er elk jaar een vliegtocht naar de Zwitserse Alpen gemaakt met meerdere vliegtuigen, leerlingen en instructeurs. Binnen de vereniging zijn diverse jaarclubs ontstaan van vliegers die elkaar hebben leren kennen tijdens hun opleiding. Deze jaarclubs organiseren buitenlandvluchten en andere activiteiten. Vliegclub Rotterdam organiseert jaarlijks een open dag waarop het publiek kan kennismaken met de vliegsport. Er worden demonstraties formatievliegen en kunstvliegen gegeven. Er zijn vluchtsimulatoren aanwezig en bezoekers kunnen een proefles nemen.

### Vliegschool
De opleidingsactiviteiten van de vliegclub zijn ondergebracht in Vliegopleidingen Rotterdam (VOR). De VOR heeft de status van Approved Training Organization (ATO) en verzorgt de vliegopleiding voor een light aircraft pilot licence (LAPL-A), private pilot licence (PPL-A), commercial pilot licence (CPL-A) alsmede aantekeningen voor (PBN) Instrument Rating (IR), Night rating, Aerobatic rating en Multi Engine Piston (MEP). Bovendien worden voor de Cessna Caravan (C208) en Piper Malibu (PA46DLX) Jetprop een SE(T) type-ratingcursus verzorgd.
Via de club kan een tweemotorig toestel gehuurd worden voor het verlengen van de 'multi engine rating' en 'IR rating'. Door samenwerking met Simulator Training Rotterdam (STR) is er de mogelijkheid gebruik te maken van een FNPTII-vluchtsimulator. Deze voorziet in de configuraties Beechcraft King Air B200, Piper Seneca III en Piper Arrow IV voor de 'instrument-rating-', 'multi-engine-piston-' en 'MCC' Multi Crew-opleiding.

### Formatieteam
De VCR heeft een formatieteam onder de naam Victor Romeo Formation. Het team geeft geregeld demonstraties op vliegshows in Nederland. Er wordt voornamelijk gevlogen met de Robin DR400 en indien nodig uitgebreid met de Piper Warrior, de Piper Archer en de Aerobatic Robin R2160.

## Vloot
De VCR bezit negen vliegtuigen van de volgende typen:
| Registratie | Type              | Opmerkingen                                                              | Brandstof    |
| ----------- | ----------------- | ------------------------------------------------------------------------ | ------------ |
| PH-SPZ      | Robin DR400/140B  | 4 zitplaatsen, PBN IFR en uitgerust met Garmin 430W GPS                  | Jet-A/Diesel |
| PH-SVT      | Robin DR400/140B  | 4 zitplaatsen, VFR en uitgerust met Garmin 430 GPS                       | Jet-A/Diesel |
| PH-SVU      | Robin DR400/140B  | 4 zitplaatsen, VFR en uitgerust met Garmin 430 GPS                       | Jet-A/Diesel |
| PH-HLR      | Robin DR400/140B  | 4 zitplaatsen, VFR uitgerust met Garmin GTN750 GPS                       | Jet-A/Diesel |
| PH-NSC      | Robin DR400/140B  | 4 zitplaatsen, PBN IFR en uitgerust met Garmin 430W GPS                  | Jet-A/Diesel |
| PH-XYZ      | Robin DR401/155B  | 4 zitplaatsen, PBN IFR glass cockpit Garmin G500 efis, Garmin GTN650 GPS | Jet-A/Diesel |
| PH-SVN      | Robin R2160       | 2 zitplaatsen, VFR aerobatics met Garmin 430 GPS                         | Avgas        |
| PH-VSY      | Piper Warrior III | 4 zitplaatsen, PBN IFR uitgerust met Garmin 430W GPS                     | Jet-A/Diesel |
| PH-SVP      | Piper Archer III  | 4 zitplaatsen, PBN IFR uitgerust met Garmin 430W GPS                     | Jet-A/Diesel |